# Vorregenindex
Der Vorregenindex oder auch Vorfeuchteindex ist ein Maß für den Wassergehalt des Bodens, das in hydrologischen Modellen genutzt wird. Bestimmt wird er über die gewichtete Summe der vorangegangenen täglichen örtlichen Niederschlagsmengen, wobei die Gewichte als exponentielle oder reziproke Funktion der Zeit abnehmen.
Verschiedene Modelle nutzen verschieden lange Beobachtungszeiträume, überwiegend einen 30-tägigen (VN30) oder 21-tägigen (VN21) Zeitraum. Auch zusätzliche Abhängigkeiten können berücksichtigt werden, z. B. die potenzielle Verdunstung in Abhängigkeit von der Jahreszeit (Vorregenindex nach Zaiß, 1989).
Mit Hilfe dieser Modelle kann ein bevorstehendes Starkregenereignis bewertet und die Wahrscheinlichkeit einer Überflutung berechnet werden, um Unwetterwarnungen herausgeben zu können.